# Ribeirão Preto
Ribeirão Preto (phát âm tiếng Bồ Đào Nha: [ʁibejˈɾɐ̃w ˈpɾetu], Suối Đen) là một đô thị và thành phố trong khu vực Đông Bắc của tiểu bang São Paulo ở Brazil. Đó là biệt danh của Brazil California, vì một sự kết hợp của một nền kinh tế dựa trên kinh doanh nông nghiệp cộng với công nghệ cao, giàu có và thời tiết nắng quanh năm. Với 570.000 dân, Ribeirão Preto là đô thị lớn thứ tám trong tiểu bang. Với tổng diện tích là 652,2 km ² (251,8 mi ²), tọa độ là 21 ° 10 '42 "vĩ độ Nam và 47 ° 48' 24" kinh độ Tây, và nó nằm 313 km (194 dặm) từ thành phố São Paulo và 706 km (439 dặm) từ Brasília, thủ đô của liên bang. Độ cao trung bình là 546,8 mét, cao (1.794 ft).